# Tetramolopium
Tetramolopium is een geslacht uit de composietenfamilie (Asteraceae). De soorten  komen voor van Nieuw-Guinea tot in Noordoost-Australië en verder op de Cookeilanden en op Hawaï.

## Soorten
- Tetramolopium alinae (F.Muell.) Mattf.
- Tetramolopium arenarium Hillebr.
- Tetramolopium bicolor J.Kost.
- Tetramolopium capellaense P.Royen
- Tetramolopium capillare (Gaudich.) St.John
- Tetramolopium carstenszense P.Royen
- Tetramolopium ciliatum Mattf.
- Tetramolopium cinereum J.Kost.
- Tetramolopium consanguineum Hillebr.
- Tetramolopium conyzoides (A.Gray) Hillebr.
- Tetramolopium corallioides J.Kost.
- Tetramolopium crepatutarum P.Royen
- Tetramolopium distichum Mattf.
- Tetramolopium ericoides Mattf.
- Tetramolopium fasciculatum J.Kost.
- Tetramolopium filiforme Sherff
- Tetramolopium flaccidum Mattf.
- Tetramolopium gracile J.Kost.
- Tetramolopium humile Hillebr.
- Tetramolopium klossii (S.Moore) Mattf.
- Tetramolopium lanatum J.Kost.
- Tetramolopium lepidotum (Less.) Sherff
- Tetramolopium macrum (F.Muell.) Mattf.
- Tetramolopium mitiaroense Lowrey, Whitkus & Sykes
- Tetramolopium piloso-villosum Mattf.
- Tetramolopium pioraense P.Royen
- Tetramolopium procumbens J.Kost.
- Tetramolopium prostratum Mattf.
- Tetramolopium pumilum Mattf.
- Tetramolopium remyi (A.Gray) Hillebr.
- Tetramolopium rockii Sherff
- Tetramolopium spathulatum Mattf.
- Tetramolopium sylvae Lowrey
- Tetramolopium tenerrimum (Less.) Nees
- Tetramolopium tenue J.Kost.
- Tetramolopium vagans Pedley
- Tetramolopium virgatum Mattf.
- Tetramolopium wilhelminae J.Kost.